# Sembah

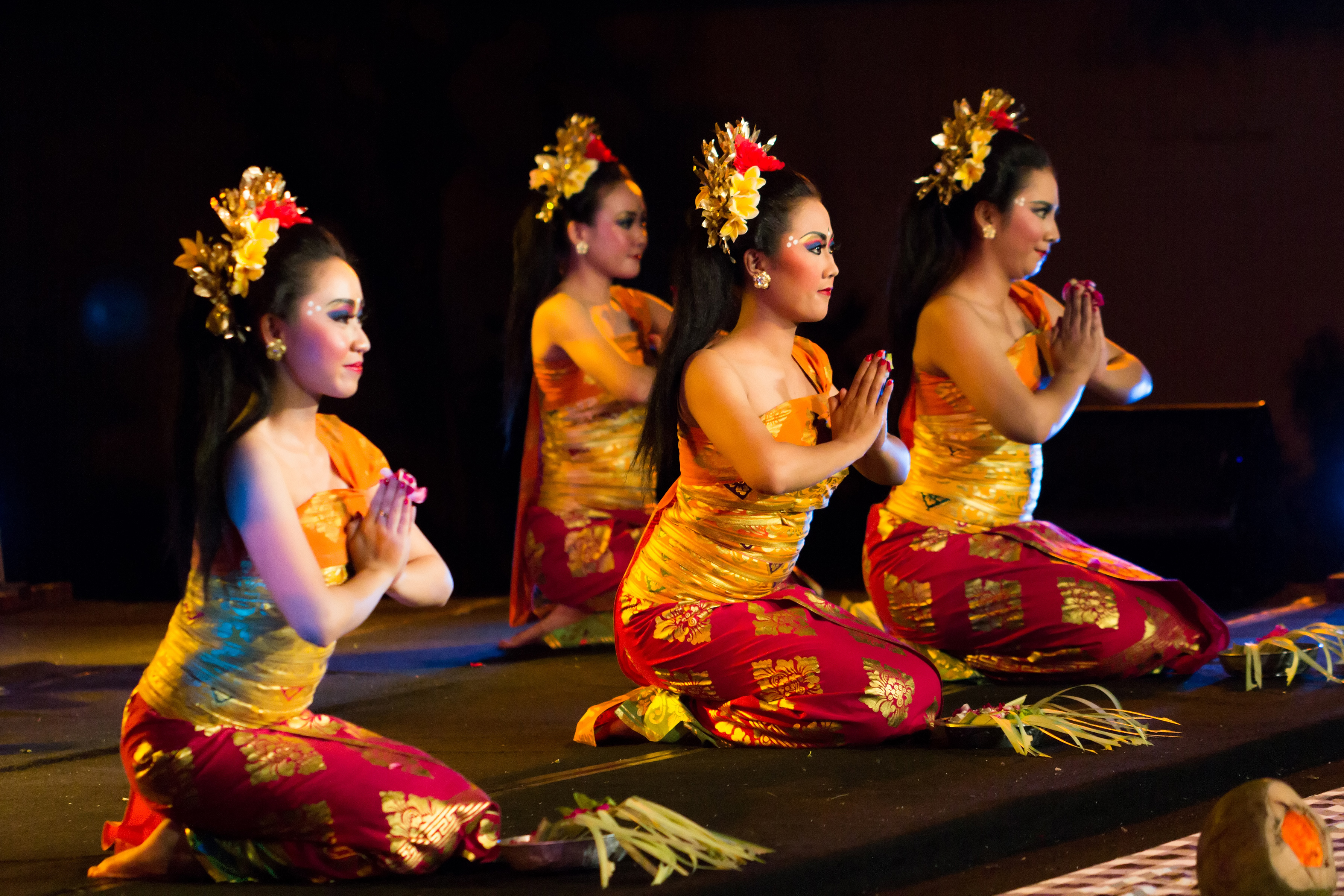
Sembah como parte del movimiento de la danza pendular.

Sembah es un saludo y un gesto indonesio, como una forma de demostrar respeto y reverencia. Al realizar la sembah, la persona junta solemnemente las palmas de las manos en forma de oración llamada suhun o susuhun en javanés; o menyusun jari sepuluh ("para arreglar los diez dedos") en indonesio, y las colo delante del pecho, y mueve las palmas combinadas hasta el mentón, o hasta que los pulgares tocan la punta de la nariz, mientras hace una ligera reverencia..
Sembah Es endémico y prevalent en culturas regionales indonesias que participaciones dharmic patrimonio — como Balinese, Javanese, y Sundanese, cuando el testamento de indonesio Hindu-pasado budista. Es cognate al camboyano sampeah y tailandés wai. Todos de estos saludos están basados en el indio Añjali Mudrā utilizado en namasté.
La sembah es endémica y prevalece en las culturas regionales indonesias que comparten un patrimonio dhármico, como la balinesa, la javanesa y la sundanesa, como testimonio del pasado hindú-budista indonesio. Está relacionado con la sampeah camboyana y la tailandesa wai. Todos estos saludos se basan en el Añjali  Mudrā indio, utilizado en el namasté.